# P53
La P53, anche conosciuta come proteina tumorale 53 (gene TP53), è un fattore di trascrizione che regola il ciclo cellulare e ricopre la funzione di soppressore tumorale. La sua funzione è particolarmente importante negli organismi pluricellulari per sopprimere i tumori nascenti. La P53 è stata descritta come "il guardiano del genoma" riferendosi al suo ruolo di preservazione della stabilità attraverso la prevenzione delle mutazioni. Deve il suo nome alla semplice massa molecolare: pesa infatti 53 kDa.

## Nomi alternativi della proteina
- Nome ufficiale: Antigene tumorale cellulare P53
- Soppressore tumorale P53
- Fosfoproteina P53
- Antigene NY-CO-13
- oncosoppressore P53
- guardiano del genoma

## Storia
P53 è stata identificata nel 1979 da Arnold Levine, David Lane, e Lloyd Old, rispettivamente della Princeton University (USA), dell'Imperial Cancer Research Fund (Regno Unito), Sloan-Kettering Memorial Hospital (USA). Tuttavia la sua esistenza era stata ipotizzata prima come target del virus oncogenico SV40. Il gene TP53 è stato clonato la prima volta nel 1983 da Moshe Oren (del Weizmann Institute, Israele). Il suo carattere di gene soppressore tumorale è stato infine rivelato nel 1989 da Bert Vogelstein della Johns Hopkins School of Medicine.
Nel 1993 la P53 è stata eletta molecola dell'anno dalla rivista Science.

## Gene codificante la P53
Il gene umano che codifica la P53 è TP53, collocato sul cromosoma 17 (locus 17p13.1).
È stato individuato e mappato anche in cavie animali quali il;
- Topo - cromosoma 11
- Ratto - cromosoma 10
- Cane - cromosoma 5
- Maiale - cromosoma 12

## Struttura
La P53 umana è una proteina di 393 amminoacidi in cui possono essere distinti tre domini:
- Uno N-terminale denominato dominio di trascrizione-attivazione (TAD), che attiva fattori di trascrizione ulteriori
- Uno centrale detto dominio DNA-ligando (DNA-binding core domain DBD) che contiene ioni zinco Zn+ e residui di aminoacido arginina.
- Uno C-terminale chiamato dominio di omo-oligomerizzazione (OD). La formazione di un tetramero di P53 aumenta fortemente l'attività di P53 in vivo.

Le mutazioni più frequenti che disattivano la P53 nel cancro si localizzano nel dominio DBD. La maggior parte di queste mutazioni rendono la proteina incapace di legarsi alle specifiche sequenze di riconoscimento sul DNA, non attivando la trascrizione del gene. Tuttavia queste mutazioni del DBD sono recessive (basta che in un solo allele la proteina sia funzionante per avere una vita cellulare normale). Al contrario, possono esserci mutazioni che interessano il dominio OD; la proteina mutata dimerizza ugualmente con un'altra P53 funzionale, rendendo inutilizzabile anch'essa. Ciò significa che le mutazioni riguardanti OD determinano una perdita di funzione che si esprime con modalità dominante (è sufficiente che la mutazione interessi uno solo dei due alleli TP53).La maggior parte delle mutazioni che colpiscono P53 sono a carico dell'amminoacido Arg248.

## Significato funzionale
P53 interviene in molti meccanismi anti-tumorali:
- attiva la riparazione del DNA danneggiato (se il DNA è riparabile), inducendo la trascrizione di geni riparatori del DNA come GADD45;
- in seguito a danni del DNA P53 viene fosforilata da ATM e in tale forma può agire come fattore di trascrizione, migra nel nucleo, si lega a p21 inducendone la trascrizione e portando così al blocco del ciclo cellulare inibendo il complesso cdk4-cdk6/ciclina D;
- può dare inizio all'apoptosi, inducendo la trascrizione di Noxa, nel caso il danno al DNA sia irreparabile; se il DNA viene riparato, P53 viene degradata da MDM2 e c'è la ripresa del ciclo cellulare.

Può dunque indurre l'arresto della crescita cellulare, l'apoptosi e la senescenza cellulare. Nelle cellule normali P53 è solitamente inattiva, legata alla proteina MDM2 che inibisce la proteina e ne promuove la degradazione funzionando come una ligasi dell'ubiquitina. L'attivazione di P53 è indotta dopo gli effetti di vari agenti come i raggi UV.
I danni al DNA vengono rilevati in particolari “tappe di controllo” (che sono due: una tra G1 e S e l'altra tra G2 e M) del ciclo cellulare mitotico che inducono varie proteine – come ATM, Chk1 e Chk2 – a fosforilare siti della P53 vicini o all'interno della regione che lega la MDM2 (inibendone l'attacco). Anche gli oncogeni stimolano l'attivazione di P53 mediante la proteina p14ARF. Alcuni altri oncogeni, invece, stimolano la trascrizione di una proteina che inibisce MDM2. Una volta attivata, P53 attiva la trascrizione di molti geni incluso quello per la p21, la quale lega i complessi G1-S/CDK e S/CDK (molecole molto importanti per la transizione dalla fase G1 alla fase S) inibendo la loro attività (ed evitando così la proliferazione della cellula mutata). Altra importante funzione di soppressione tumorale di p53 è l'inibizione dell'angiogenesi. Recenti ricerche hanno inoltre stabilito un legame tra le vie della P53 e di RB1, attraverso la p14ARF, sollevando la possibilità che le due vie si possano regolare vicendevolmente.

## Ruolo nelle patologie
Generalmente, se i due alleli del gene TP53 sono entrambi mutati o deleti, l'attività di soppressione tumorale è drasticamente ridotta. Individui che ereditano solo un allele funzionante del TP53 sono suscettibili della mutazione all'allele normale in qualsiasi cellula dell'organismo e pertanto sono soggetti a manifestare tumori familiari differenti con esordio precoce, una patologia conosciuta come sindrome di Li-Fraumeni. In questo caso tutte le cellule dell'organismo presentano la condizione di eterozigosità per l'allele TP53 mutato, ma il gene può anche essere danneggiato in singole cellule da mutageni (come sostanze chimiche, radiazioni ionizzanti o virus) incrementando la probabilità che la cellula inizi mitosi incontrollate. In più del 50% dei tumori umani è stata rilevata una mutazione o una delezione del gene TP53.
Altri patogeni possono invece direttamente interessare la proteina P53 . Un esempio è il papillomavirus umano (HPV), che codifica la proteina E6 la quale lega P53 inattivandola. Questo, in sinergia con l'inattivazione di un altro regolatore del ciclo cellulare, il p105RB, permette ripetute divisioni cellulari che si manifestano nella forma clinica della verruca. La proteina P53 all'amminoacido numero 72 può presentare o arginina o prolina, il residuo di arginina fa sì che P53 sia 72 volte più sensibile ad E6.
In un individuo sano, la proteina P53 è in continuo equilibrio tra produzione e degradazione e tra attivazione e disattivazione. La degradazione della P53 è, come già menzionato, associata al legame con MDM2. Attraverso un circuito di feedback negativo la stessa MDM2 è indotta dalla P53 . Tuttavia le proteine P53 mutanti spesso non inducono MDM2, e dunque la proteina P53 si può accumulare in concentrazioni elevatissime. Presumibilmente la P53 mutata può alterare i livelli della P53 sana.

## Potenziali usi terapeutici
In vitro, l'introduzione di P53 in cellule con deficienza di proteina ha mostrato causare una rapida morte delle cellule cancerogene o comunque un blocco della divisione cellulare. È questo l'effetto che maggiormente dà speranze di tipo terapeutico. La filosofia con cui si cerca di sviluppare un farmaco in grado di agire sulla P53 è quella che il modo migliore per distruggere un "network" è quello di attaccare il suo "nodo" più connesso. Infatti, sono molte le interazioni di P53 con altre proteine (è quella che viene chiamata un "hub") ed eliminando P53 si invalida la normale funzionalità della cellula. Questo può essere evidenziato nel 50% dei cancri dove il gene TP53 ha una mutazione puntiforme nonsenso, questa mutazione inattivante il gene, previene gli effetti anti-tumorali della proteina. Cercare di ripristinare la funzionalità del gene sarebbe un ulteriore passo avanti per la cura di molti tumori.
Sono state proposte varie strategie per ripristinare la funzione di P53 nelle cellule tumorali. Alcuni gruppi di ricerca hanno trovato molecole che appaiono ripristinare attività di soppressore tumorale della P53 in vitro. Queste intervengono riportando la conformazione mutante di P53 a una forma attiva. Per ora, comunque, nessuna molecola ha mostrato indurre una risposta biologica. Un promettente target per i farmaci anti-tumorali sembra essere il chaperone Hsp90, che interagisce con P53 in vivo.
Gli Adenovirus sono stati usati per anni per studiare le funzioni di P53 , oggi, gli stessi adenovirus mutati vengono proposti come nuova terapia al cancro. ONYX-015, un tipo mutato di adenovirus, sembra replicarsi selettivamente nelle cellule tumorali mancanti di P53 , ma non nelle cellule normali. La forma nativa del virus esprime la proteina E1B (55 kDa) che lega e inattiva la P53 , questa inattivazione è necessaria al virus per avere il tempo di riprodursi ed uccidere la cellula. In ONYX-015, il gene per E1B viene eliminato. Si spera, dunque, che ONYX-015 venga disabilitato nelle cellule dove P53 funziona normalmente, mentre induca la lisi nelle cellule tumorali. I virus che verranno rilasciati dal primo ciclo di replicazione potranno attaccare il tessuto maligno circostante, eliminando, alla fine, l'intero tumore.
Test preclinici di ONYX-015 sui topi sono stati promettenti. Quelli clinici, invece, lo sono stati molto meno. Inoltre, molti altri scienziati hanno trovato che il virus mutato è in grado di replicarsi con efficacia anche nelle cellule sane con P53 funzionante. D'altra parte, il virus utilizzato insieme alla chemioterapia sembra dare risultati incoraggianti. Di conseguenza la Cina ne ha autorizzato l'uso terapeutico; al contrario, nei paesi occidentali si dovrà attendere una spiegazione certa sul grado di selettività del virus tra cellule sane e tumorali.

## P53 e farmaci antitumorali
Esistono composti sia naturali che sintetici in grado di interagire direttamente con P53 . Dato che una certa percentuale di tumori umani può portare delle sue mutazioni, l'interesse primario fu quello di trovare molecole che, una volta legata la proteina, ne potessero ristabilire le funzioni oncosoppressive.
Fu un caso a metà degli anni '90 che l'alcaloide antitumorale 9-idrossi-ellipticina fu scoperto di possedere, oltre alla capacità di legarsi al DNA, anche di ripristinare la funzione di tumori animali che portavano mutazioni di P53 .
Nel 1999, da uno screening farmacologico vennero individuate preliminarmente due molecole in grado di revertire la funzione apoptotica di un mutante di P53 . Furono chiamate CP-257042 e CP-31398. Non sono mai entrate in sperimentazione clinica, anche se però hanno permesso il chiarimento di diversi aspetti molecolari dello stesso P53 .
Poi fu la volta di PRIMA-1, una molecola molto semplice derivata dalla ciclizzazione della molecola del tampone biologico Tris (tris-idrossimetil-aminometano). Anche questa può ripristinare le funzioni perdute di alcuni mutanti di P53 ed è molto efficace, in modelli di cellule tumorali in coltura, nell'indurre la comparsa di apoptosi.
Infine, oltre al campo oncologico, l'intervento farmacologico per P53 sarebbe auspicabile anche nel campo della neurologia. Il suo ruolo nella morte neuronale da svariati tipi di patogenesi è ormai assodato. Esso partecipa all'apoptosi neuronale da malattie neurodegenerative come la sclerosi multipla, la corea di Huntington, la malattia di Alzheimer, la malattia di Parkinson e la sclerosi laterale amiotrofica. Interviene anche nella morte neuronale da trauma cranico e da eccitotossicità per eccessiva attivazione dei recettori del glutammato (NMDA). Dunque delle molecole che, al contrario delle succitate, preverrebbero l'attivazione o l'attività di P53 in queste malattie neurologiche, potrebbero costituire dei farmaci di estremo beneficio per rallentare la loro progressione, che oggigiorno non si avvale altro che di prodotti palliatici (per lo più sintomatici).
Una molecola del genere è stata sintetizzata circa dieci anni fa ed è stata chiamata PIFITRINA alfa. È un derivato dell'eterociclico immino-tiazolo, ed è abbastanza selettiva nell'inibire il P53 . Ne sono stati sintetizzati dei derivati con proprietà farmacologiche migliorate; sono tutti efficaci nell'attenuare la degenerazione cellulare e la sintomatologia in modelli animali delle patologie suddette.
Se ne preconizza l'impiego sperimentale anche in gruppi selezionati di pazienti affetti da malattia di Parkinson e sclerosi laterale amiotrofica.